# Індіан-Рівер-Шорс (Флорида)
Індіан-Рівер-Шорс (англ. Indian River Shores) — місто (англ. town) в США, в окрузі Індіан-Рівер штату Флорида. Населення — 4241 особа (2020).

## Географія
Індіан-Рівер-Шорс розташований за координатами 27°42′36″ пн. ш. 80°22′55″ зх. д. / 27.71000° пн. ш. 80.38194° зх. д. (27.710084, -80.382032).  За даними Бюро перепису населення США в 2010 році місто мало площу 18,80 км², з яких 13,26 км² — суходіл та 5,53 км² — водойми.

## Демографія
Згідно з переписом 2010 року, у місті мешкала 3901 особа в 2145 домогосподарствах у складі 1479 родин. Густота населення становила 208 осіб/км².  Було 3299 помешкань (176/км²).
Расовий склад населення:
| - 98,4 % — білих - 0,7 % — азіатів - 0,3 % — чорних або афроамериканців |

До двох чи більше рас належало 0,4 %. Частка іспаномовних становила 1,3 % від усіх жителів.
За віковим діапазоном населення розподілялося таким чином: 4,2 % — особи молодші 18 років, 27,1 % — особи у віці 18—64 років, 68,7 % — особи у віці 65 років та старші. Медіана віку мешканця становила 70,9 року. На 100 осіб жіночої статі у місті припадало 84,1 чоловіків;  на 100 жінок у віці від 18 років та старших — 83,9 чоловіків також старших 18 років.
Середній дохід на одне домашнє господарство  становив 272 010 доларів США (медіана — 123 938), а середній дохід на одну сім'ю — 321 020 доларів (медіана — 161 500). За межею бідності перебувало 4,2 % осіб, у тому числі 0,0 % дітей у віці до 18 років та 5,7 % осіб у віці 65 років та старших.
Цивільне працевлаштоване населення становило 774 особи. Основні галузі зайнятості: освіта, охорона здоров'я та соціальна допомога — 35,7 %, фінанси, страхування та нерухомість — 30,6 %, науковці, спеціалісти, менеджери — 10,5 %, мистецтво, розваги та відпочинок — 6,6 %.